# Ездра Флорентин
Ездра Исак Флорентин (името се среща и като Израел, Израил, Изря Флоренти) е български революционер от еврейски произход, деец на Вътрешната македоно-одринска революционна организация.

## Биография
Ездра Флорантин е роден през 1875 година в Солун, тогава в Османската империя. Завършва основно образование в родния си град и помага на баща си в семейния занаят – млекарството. Запознава се с ръководителите на ВМОРО в Солунско и Кукушко. След Младотурската революция от 1908 г. Ездра влиза в контакт с Тодор Александров и Туше Скачков. Става главен куриер на организацията в района и я подпомага тайно с пари.
След 1911 година турските власти разкриват дейността му и Ездра минава в нелегалност. Включва се в четата на Тодор Александров и участва в редица сражения. При избухването на Балканската война в 1912 година е доброволец в Македоно-одринското опълчение първоначално в четата на Ичко Димитров, по-късно в 3 рота на 13 кукушка дружина, а през Междусъюзническата война е в Сборната партизанска рота на МОО. Носител е на кръст „За храброст“ IV степен.
През Първата световна война е четник в партизанския отряд на Никола Лефтеров. След погрома на България във войната се установява да живее в София, където умира на 19 януари 1938 година.